# Кампаспа
Кампа́спа (дав.-гр. Καμπάσπη, латинізований запис Campaspe; V ст. до н. е.) — давньогрецька гетера часів початку еллінізму. Відома також під іменами Філліда (Φυλλίς) і Панкаста (Παγκάστη).

## Життєпис
Народилася у м. Ларисса (Фессалія). Про життя відомо небагато. Відзначалася неперевершеною красою. Уславилася насамперед як коханка македонського царя Олександра III. Згідно з Клавдієм Еліаном стала першою жінкою, з якою цей цар мав інтимні стосунки після здобуття трону. Під час походу проти Перської держави цар наказав відомому художнику Апеллесу намалювати Кампаспу оголеною. під час роботи Апеллес закохався в свою натурницю. Довідавшись про це, Олександр Македонський подарував Кампаспу Апеллесу. Це свідчить, що ця гетера перебувала у статусі також й рабині.
За свідченням Плінія Старшого Кампаспа стала моделлю для картини Апеллеса «Афродіта Анадіомена» (втім, за відомостями Афінея нею була Фріна). Це сюжет надалі надихав поетів, скульпторів, художників, драматургів для створення своїх творів на цю тему. Подальша доля гетери невідома.

## Легенда
Згідно з середньовічною легендою, Олександр Македонський був захоплений гетерою на ім'я Філліда (або Кампаспа) і потрапив під її вплив. Це турбувало наставника Олександра — філософа Арістотеля. Він зважився поговорити з Кампаспою безпосередньо і попросив її залишити Олександра. Вона погодилася, але за умови, що філософ дасть їй себе осідлати. Арістотель був змушений погодитися. У такому вигляді їх застав Олександр: його наставник повзав рачки, а на його спині сиділа весела гетера. Арістотель звернувся до здивованого учня: «Ось бачиш, якщо вона таке виробляє зі мною, старою, мудрою людиною, то уявляєш, у що вона може перетворити тебе». Це переконало Олександра залишити Кампаспу.

## Інше
- На честь гетери названа річка Кемпасп в австралійській провінції Вікторія[1].